# Knindže — Vitezovi Srpske Krajine
Knindže — Vitezovi Srpske Krajine je bio srpski ratno-propagandni strip koji je izlazio tokom jeseni 1991. godine za vreme rata u SFRJ. Izdavač je bila Politika. Izašla su dva broja — Po zapovesti kapetana Dragana i Za slobodu Srpske Krajine. Pored ova dva stripa izašao je i jedan roto-roman pod nazivom Demoni dolaze.
Glavni junaci ovog stripa su Knindže koji se bore za slobodu Srpske Krajine. „Imaju folklorna imena (Sava, Radojica, Milica, Grujica, čak i Starina Novak), predstavljeni su kao izdanci srpske vekovne borbe za slobodu, privrženi su srpskoj veri, ‘svetosavlju’ i vrednostima patrijarhalnog života, ali, istovremeno, imaju sve karakteristike super-junaka stripa: mafijaško iskustvo stečeno u evropskom podzemlju, vladanje svim vrstama savremenih oružja i istočnjačkih borilačkih veština, savršeno znanje stranih jezika, sposobnost da se preruše u ma koji lik u ma kojoj stranoj zemlji i da s lakoćom komuniciraju sa najraznolikijim svetom“. Hrvati su pak prikazani kao srboubice: ustaša Ante Jelić uvek sa sobom nosi srbosjek, a njegov saborac, kujući planove kako da napadnu Kninsku tvrđavu, kaže: „Za Srbe nema milosti! Nož, metak, konopac! Lijepu našu moramo osloboditi od smrada balkanskih Cigana (…) Samo mrtvi Srbi su dobri Srbi“.